# 오응선 (천도교)
오응선(吳膺善, ? ~ ?)은 조선 말기부터 활동한 일제강점기의 천도교 지도자로, 대한제국 시기에는 일진회 간부를 지냈다.

## 생애
양반 출신이라는 것 외에는 신상에 대해서 거의 알려진 바가 없다. 황해도 해주군에서 태어났고, 조선 말기에 황해도 지역의 유력한 동학 지도자로 활동했다.
김구가 오응선이 포교 활동을 펼치던 곳과 가까운 곳에 살고 있다가, 1893년에 오응선의 소문을 듣고 직접 찾아가 동학에 입교한 일이 있다. 당시 오응선은 양반과 상민의 구별이 없는 평등 사상을 설파하여 상민 출신인 김구에게 깊은 감명을 주었다.
김구는 《백범일지》에서 10대 후반의 나이에 동학에 입교하던 때를 회상하며, 오응선이 "말쑥한 젊은 선비"였다고 묘사했다. 이때 오응선의 나이는 약 20세 가량이었다. 이후 동학 농민 운동에 황해도 지역 동학교도를 이끌고 참여했다.
동학이 천도교로 발전하면서 천도교 일부 세력이 일진회를 구성했을 때 여기에 가담했다. 일진회 황해도지부 회장을 맡았고, 일진회가 의병 운동을 탄압하기 위해 설치한 자위단원호회 사무원을 지냈다. 1909년에 통감부의 주도로 창립된 대한노동회에도 적극적으로 참여하여 황해도지부를 설치한 바 있다.
일제강점기 동안도 천도교 지도자로 계속 활동했다. 최제우가 수련하여 동학의 발상지로 알려진 경주시 구미산 용담정이 최제우의 효수형 이후 오랫동안 방치되어 있자, 1914년에 용담정을 복원하였다.

## 사후
- 2008년 민족문제연구소가 발표한 친일인명사전 수록예정자 명단 중 친일단체 부문에 포함되었다.

## 같이 보기
- 동학 농민 운동
- 일진회
- 김구